# Orde van de Christelijke Barmhartigheid
De Orde van de Christelijke Barmhartigheid (Frans: Ordre de la Charité chrétienne) werd in 1589 door de Franse koning Hendrik III gesticht en werd aan invalide veteranen verleend. De ridders hadden recht op een pensioen en op onderdak en verzorging. De Orde zou ervoor moeten zorgen dat deze behoorlijk en zonder zorgen in het hospitaal "Charité Chrétienne" in Parijs konden wonen. Daarvan kwam weinig terecht en de orde geraakte al snel in vergetelheid.

Pas tijdens de regering van Hendriks opvolger Lodewijk XIV werd er door de bouw van het Hôtel des Invalides echt iets gedaan om de (militaire) slachtoffers van de oorlogen te verzorgen.
Ackermann vermeldt deze ridderorde als een historische orde van Frankrijk.